# Karl-Werner Ratschko

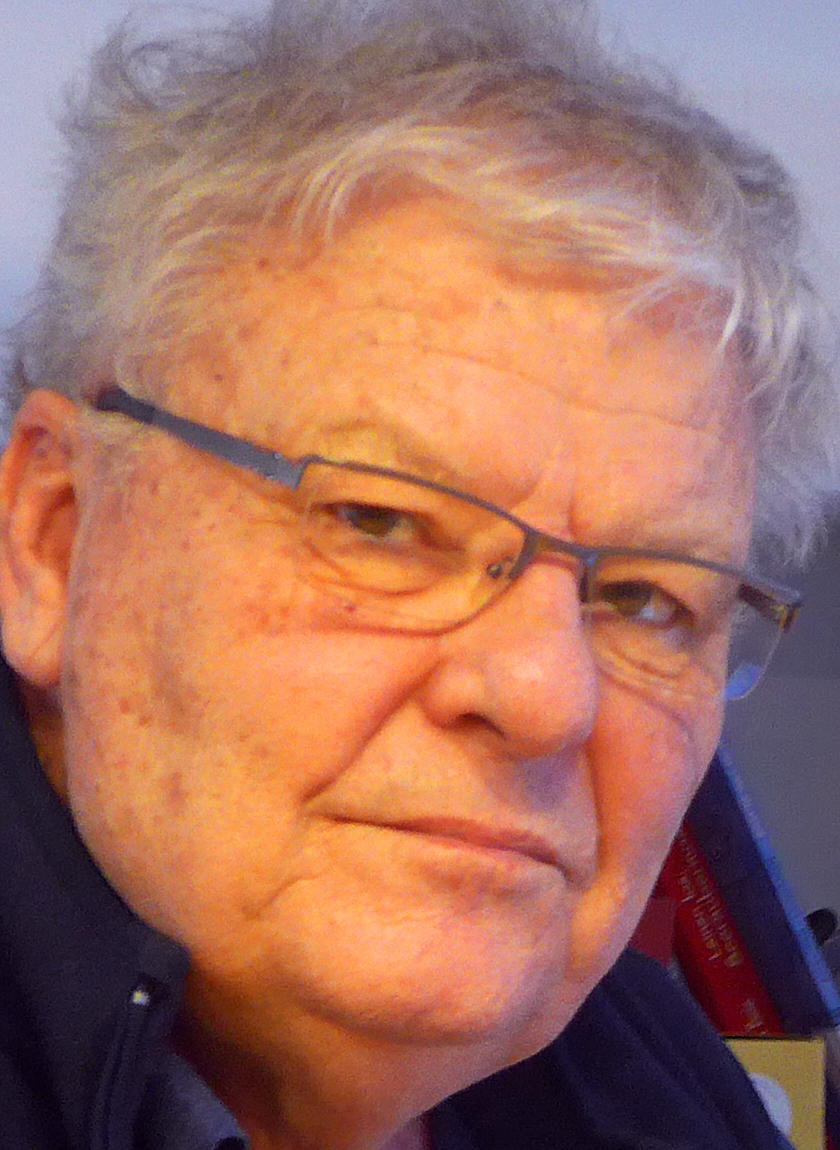
Karl-Werner Ratschko

Karl-Werner Ratschko (* 17. August 1943 in Angerburg, Ostpreußen) ist ein deutscher Mediziner und Historiker. Er war Hauptgeschäftsführer der Ärztekammer Schleswig-Holstein (1978–2003), Leiter der Ausbildungsstätte für Arzthelferinnen (Edmund-Christiani-Seminar, 1983–2003) und Redakteur des Schleswig-Holsteinischen Ärzteblatts (1989–2009). Als Historiker beschäftigt er sich seit 2006 mit dem Medizinalwesen in Schleswig-Holstein im 19. und 20. Jahrhundert. Schwerpunkte bildeten hier bisher das Verhalten der Medizinischen Fakultät Kiel im Nationalsozialismus sowie die Geschichte der schleswig-holsteinischen Ärzteschaft.

## Leben
Ratschko besuchte das Gymnasium Wellingdorf. Nach dem Abitur diente er von 1963 bis 1965 im Sanitätsdienst der Luftwaffe. Anschließend studierte er an der Christian-Albrechts-Universität zu Kiel Medizin. Nachdem er 1970 das Staatsexamen bestanden hatte, wurde er 1971 approbiert und zum Dr. med. promoviert. Von 1971 bis 1975 war er Wissenschaftlicher Mitarbeiter bei Wolfgang Müller-Ruchholtz im Hygiene-Institut der CAU (Immunologie) mit dem Schwerpunkt Transplantationsantigene (HL-A). In der Aufbauphase der Sonderforschungsbereichs 111 (Lymphatisches System und experimentelle Transplantation) war er dessen Sekretär; später leitete er ein Teilprojekt. Nach dem Wechsel in eine Kieler Berufliche Schule war er dort knapp vier Jahre als Studienrat/Oberstudienrat tätig. Von 1978 bis 2003 war er Hauptgeschäftsführer der Ärztekammer Schleswig-Holstein. Seit 1983 (bis 2003) war er für das von Dietrich Brück begründete Lehrbuch für Arzthelferinnen verantwortlich. Es erschien zuletzt 2002 in der 33. Auflage. Im Zuge der Wiedervereinigung Deutschlands beteiligte er sich am Aufbau der Ärztekammer Mecklenburg-Vorpommern.  Von 1989 bis 2009 war er Redakteur des Schleswig-Holsteinischen Ärzteblattes. Ab 2003 studierte er in Kiel Geschichte und Politikwissenschaft. Im Juni 2008 graduierte er zum Magister Artium.  Mit einer später prämierten Doktorarbeit über die Kieler Medizinische Fakultät in der Zeit des Nationalsozialismus wurde er im Mai 2013 zum Dr. phil. promoviert.
Ratschko war Vorsitzender der Landesvereinigung für Gesundheitsförderung Schleswig-Holstein (1996–2006) sowie der Werner- und Klara-Kreitz-Stiftung (1998–2016), einer Stiftung zur Förderung der Krebsforschung am Universitätsklinikum Schleswig-Holstein. Er gehörte zu den Initiatoren des Patientenombudsvereins Schleswig-Holstein. Derzeit befasst er sich mit Arbeiten zur Geschichte des Schleswig-Holsteinischen Medizinalwesens im 19. und 20. Jahrhundert.
Ratschko ist seit 1970 verheiratet und hat drei Kinder und acht Enkel.

## Werke
- Bedeutung der Gewebetypisierung, Schleswig-Holsteinisches Ärzteblatt, 3 (1974), S. 119–121.
- Partialantigengemeinschaften von Antigenen des HL-A-Systems, Vortrag, 6,. Tagung der Gesellschaft für Immunologie 1974 (Hannover).
- Neue Differenzierungen im HL-A-System, Vortrag, 5. Tagung der Gesellschaft für Hygiene und Mikrobiologie 1974 (Mainz)
- Krankenhausplanung in Schleswig-Holstein, Schleswig-Holsteinisches Ärzteblatt 12 (1989), S. 699–707.
- Medizinische Hilfe für die DDR. Schleswig-Holsteinisches Ärzteblatt 2 (1990), S. 7–11.
- Chirurgische Weiterbildung als Teil der Qualitätssicherung. Schleswig-Holsteinisches Ärzteblatt 3 (1990), S. 23–25
- Fünf Jahre überbetriebliche Ausbildung für Arzthelferinnen in Schleswig-Holstein. Schleswig-Holsteinisches Ärzteblatt 8 (1991)
- Qualifikation für ärztliche Tätigkeit im Rettungsdienst. Schleswig-Holsteinisches Ärzteblatt 1 (1993), S. 24–28.
- mit Hugo Frenzel: Hygiene und Gesundheitserziehung, Kiel 1979.
- mit Fritz Beske: Das GKV-Modernisierungsgesetz – GMG und seine Auswirkungen. Eine kritische Analyse. Kiel 2006.
- Die Akademischen Heilanstalten der Christian-Albrechts-Universität (1802–1945). Schleswig-Holsteinisches Ärzteblatt 3 (2008), S. 56–61.
- Kieler Hochschulmedizin im Krieg: Zerstörung der Kliniken und medizinischen Institute im 2. Weltkrieg. Schleswig-Holsteinisches Ärzteblatt 1 (2009), S. 56–61.
- Drei Kieler Medizinprofessoren im „Dritten Reich“, Ernst Holzlöhner, Hans Gerhard Creutzfeldt und Enno Freerksen, in: Cornelißen, C., Mish, C. (Hg.): Wissenschaft an der Grenze, Die Universität Kiel im Nationalsozialismus. Essen 2009, S. 135–150.
- Die Ärztekammer Schleswig-Holstein vor der NS-Zeit, Die Welt der ärztlichen Organisationen in Schleswig-Holstein vor der Machtübernahme der Nationalsozialisten. Schleswig-Holsteinisches Ärzteblatt 7 (2010), S. 53–57.
- mit Susanne Mehs: Der andere Küntscher: nicht nur Marknagelung und Anekdoten. Schleswig-Holsteinisches Ärzteblatt 5 (2011), S. 56–63.
- Die Krankheiten zu Zeiten des Hippokrates. Schleswig-Holsteinisches Ärzteblatt 1 (2011), S. 54–57.
- Dokumentation statt Magie: Der sachliche Hausarzt Hippokrates. Schleswig-Holsteinisches Ärzteblatt 2 (2011), S. 64–67.
- Verlorene Handlungsspielräume. Kompromisslose Gleichschaltung der Kieler Medizinischen Fakultät 1933 bis 1935, in: Ursula Ferdinand, Hans-Peter Kröner und Ioanna Mamali: Medizinische Fakultäten in der deutschen Hochschullandschaft 1925-1950. Heidelberg 2013, S. 45–68.
- Kieler Hochschulmedizin in der Zeit des Nationalsozialismus. Die medizinische Fakultät der Christian-Albrechts-Universität im „Dritten Reich“ (Diss.). Essen 2014.

- Von Ärzten und Anderem Gesundheitswesen, Medizin und ärztliche Standespolitik im Schleswig-Holstein des 19. und 20. Jahrhunderts. Kiel 2021